# Галактически хребет
Галактическият хребет е регион на вътрешната галактика, който съвпада с галактическата равнина на Млечния път. Може да се види от Земята като лента от звезди, която е прекъсната от „прашни платна“. В тези „прашни платна“ прахът в газообразния галактически диск (или равнината) блокира видимата светлина на фоновите звезди. Поради това много от най-интересните черти на Млечния път могат да се видят само при рентгенови лъчи.
Наред с точковите рентгенови източници, които населяват Млечния път, се наблюдава и очевидно дифузна рентгенова емисия, концентрирана в галактическата равнина. Това е известно като рентгеново излъчване на галактическия хребет (РИГХ). Първоначално тези емисии са открити от Диана Уоръл и сътрудници през 1982 г. и оттогава произходът на тези емисии озадачава астрофизиците по целия свят.
Първоначално се вярваше, поради трудността да се разреши РИГХ в точкови източници, че рентгеновите емисии са наистина дифузни по своя характер и че техният произход може да е галактическа плазма, а не далечни звездни източници. Смятало се е, че е причинено от космически лъчи с ниска енергия, взаимодействащи със студен газ в региона, който нагрява газа и го кара да излъчва рентгенови лъчи. Въпреки това беше установено, че температурата на газ, произвеждащ такава емисия, трябва да бъде около десетки милиони градуса. Тази температура е твърде висока, за да може газ да бъде гравитационно свързан с галактиката. Затова беше предложено GRXE да бъде причинено от много изключително отдалечени и отдалечени звезди.
През 2009 г., след десетилетия на опит за разрешаване на GRXE, Михаил Ревнивцев, неговият партньор Сазонов и техните колежи успяват да разрешат приблизително 80% от емисиите в течение на 12 дни, използвайки рентгеновата обсерватория Чандра. През този период от време бяха открити общо 473 източника на рентгенова емисия в област, която е значително по-малка от размера на Пълнолуние. Това е една от най-високите плътности на рентгенови източници, виждани някога в нашата Галактика. Поради това невероятно откритие сега се смята, че около 80% от емисиите идват от отделни източници като бели джуджета и звезди с активни корони.
Въпреки това, неотдавнашна работа на изследователи от Института за астрофизика Макс Планк предполага, че GRXE наистина може да се състои от допълнителен, дифузен компонент в края на краищата. Този дифузен компонент може да възникне не от топлинната емисия на много гореща плазма, а от преработката от междузвездния газ на рентгеновото лъчение, получено от светещи рентгенови двоични източници, разположени в Галактиката. Рентгенографиите са най-светещите източници на рентгенови лъчи в галактики като Млечния път. Тези бинарни системи излъчват рентгеново лъчение, когато материал или вещество от така наречената донорска звезда попадне в силното гравитационно поле на компактен обект, като неутронна звезда или черна дупка. Това рентгеново лъчение осветява атомите и молекулите в Галактическия междузвезден газ, които след това разпръскват входящите фотони в различни посоки и с различна енергия. Получената емисия изглежда наистина дифузна за зрителя.
„Галактическият хребет“ има: 5° ширина (b) и ± 40° дължина (l) в галактическата координатна система.
Първият инструмент, който успя да измери дифузната рентгенова емисия, беше HEAO A2 (Високоенергийна астрофизична обсерватория). Въпреки това, той е създаден за изучаване на мащабната структура на галактиката и Вселената и за получаване на висококачествени пространствени и спектрални данни в рентгеновата област. Все пак HEAO A2 предостави ценна информация за отделни източници на рентгенови лъчи, като двоични звездни системи, горещи бели джуджета, катаклизмични променливи и остатъци от свръхнови. HEAO A2 също позволи да се изследват екстрагалактични обекти, например радио галактики, галактики Сейферт и квазари. Елиху Болд беше главен изследовател на инструмента HEAO A2, но той работи заедно с G. Gamire по проекта. HEAO A2 беше пуснат в космоса през 1977 г., където задачата му беше да сканира небето за около 17 месеца. Той (HEAO A2) произведе първите карти с ниско фоново изображение на цялото небе в диапазона 2 – 60 keV и за неговото време HEAO A2 произведе най-добрите спектри, получени някога в 2 – 60 кЕВ енергиен обхват.